# Chinnakanal
Chinnakanal är en ort i Indien.   Den ligger i distriktet Idukki och delstaten Kerala, i den södra delen av landet, 2 100 km söder om huvudstaden New Delhi. Chinnakanal ligger 1 358 meter över havet och antalet invånare är 12 949.
Terrängen runt Chinnakanal är kuperad söderut, men norrut är den bergig. Terrängen runt Chinnakanal sluttar söderut. Runt Chinnakanal är det tätbefolkat, med 427 invånare per kvadratkilometer. Närmaste större samhälle är Munnar, 13,8 km väster om Chinnakanal. I omgivningarna runt Chinnakanal växer i huvudsak städsegrön lövskog.